# Monarca becplà pitgroc
El  monarca becplà pitgroc (Machaerirhynchus flaviventer) és un ocell de la família dels maquerirrínquids (Machaerirhynchidae). Habita els boscos de les terres baixes de Nova Guinea i el nord-est d'Austràlia.